# Lúnasa

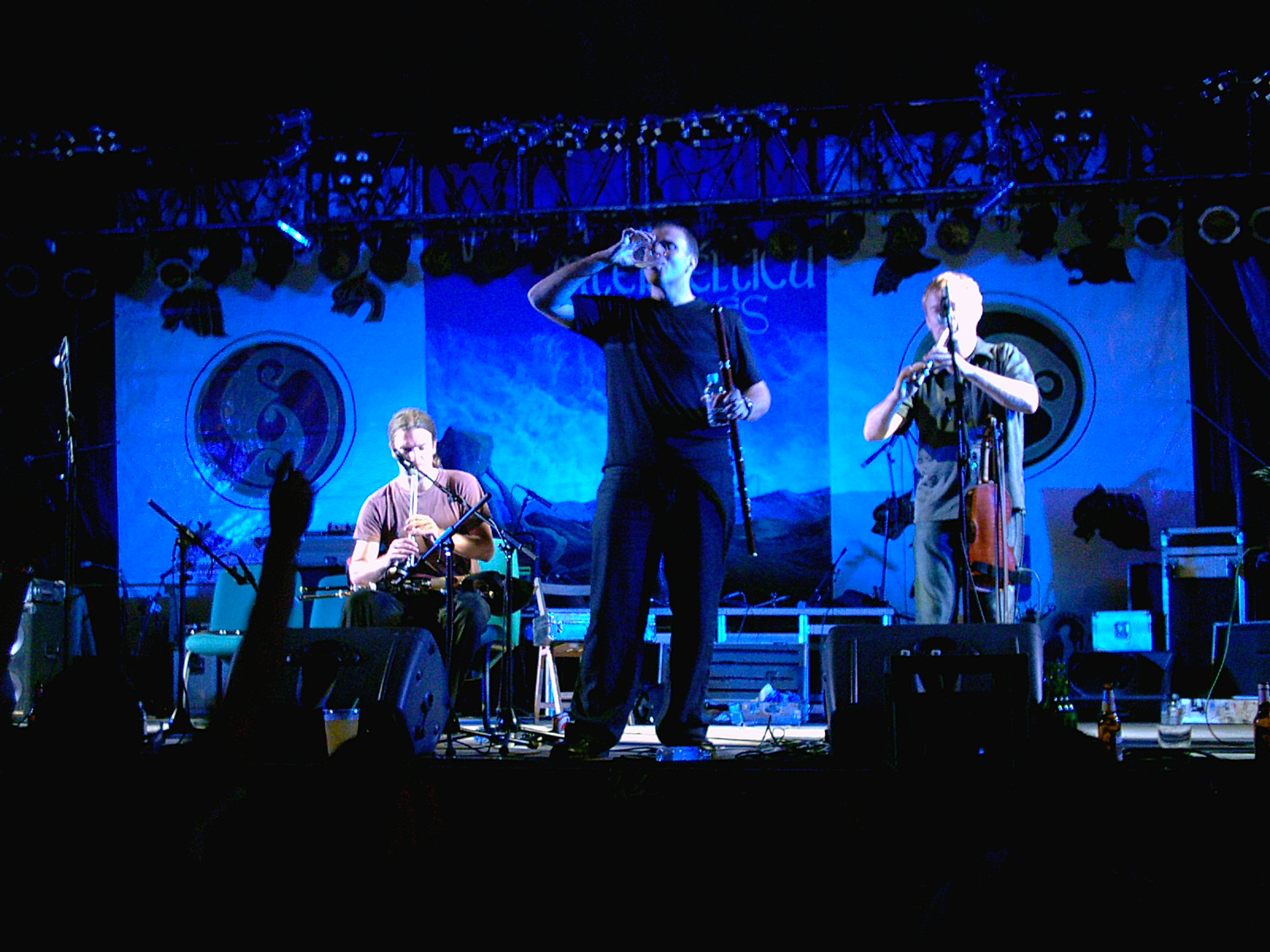
Lúnasa durante una actuación en el Festival Intercéltico de Avilés en julio de 2004.

Lúnasa es un grupo irlandés de música internacionalmente aclamado. Son reconocidos por sus melodías y tonadas, así como por su habilidad para combinar los sonidos del violín, la flauta, la gaita irlandesa, la guitarra y el contrabajo. Sus álbumes son superventas en su género. Dos de los miembros originales (Seán Smyth y Trevor Hutchinson) aún forman parte del grupo. Otros como Michael McGoldrick, Donogh Hennessy o John McSherry lo abandonaron, pero colaboran esporádicamente.

## Miembros
Lúnasa tiene cinco miembros:
- Seán Smyth – violín, whistle.
- Kevin Crawford – flauta travesera irlandesa, tin whistle, low whistle y bodhran.
- Trevor Hutchinson – contrabajo.
- Cillian Vallely - gaita irlandesa (uilleann pipes) de Alain Froment, whistle.
- Paul Meehan - guitarra.

## Músicos invitados
Dos guitarristas sustituyen a Donogh Hennessy en las giras:
- Paul Meehan
- Tim Edey

## Exmiembros
- Donogh Hennessy - guitarra.
- Michael McGoldrick - gaita de Alain Froment, flauta y flauta irlandesa grave
- John McSherry

## Discografía

### 1997:Lúnasa
1. Eanair
2. Feabhra
3. Marta
4. Aibreann
5. Bealtaine
6. Meitheamh
7. Iuil
8. Mean Fomhair
9. Deireadh Fomhair
10. Mi Na Samhna
11. Mi Na Nollag
12. Jacky Molard's / The Hunter's Purse

### 1999:Otherworld
1. Goodbye Miss Goodavich/Rosie's Reel
2. The Floating Crowbar/McGlinchey's/The Almost Reel
3. The Butlers of Glen Avenue/Sliabh Russell/Cathal McConnell's
4. January Snows/Laura Lynn Cunningham
5. The Miller of Drohan
6. Dr. Gilbert/Devils of Dublin/Black Pat's
7. Autumn Child/Heaton Chapel
8. Stolen Apples
9. Taylor Bar, 4a.M. /Ceol Na Mara
10. Lafferty's/Crock of Gold/Lady Birr/Abbey Reel
11. O'Carolan's Welcome/Rolling in the Barrel

### 2001:The Merry Sisters Of Fate
1. Aoibhneas
2. Donogh And Mike's
3. Killarney Boys Of Pleasure
4. The Merry Sisters Of Fate
5. Inion Ni Scannlain
6. Casu
7. Paistin Fionn
8. The Minor Bee
9. Scully's
10. Return From Fingal
11. Morning Nightcap

### 2002:Redwood
1. Cregg's Pipes
2. Welcome Home
3. Harp And Shamrock
4. Fest Noz
5. Spoil The Dance
6. A Stor Mo Croi
7. Dublin To Dingle
8. Lady Ellen
9. Cotati Nights
10. Two-Fifty To Vigo
11. Temple Hill

### 2004:The Kinnitty Sessions
1. Stolen Purse
2. Ballyogan
3. Punch
4. The Dimmers
5. Island Paddy
6. Sean In The Fog
7. Bulgarian Rock
8. The Wounded Hussar
9. The Walrus
10. Maids In The Kitchen
11. Tie The Bonnet

### 2006:Sé
1. The Cullybacky Hop
2. Leckan Mor
3. Absent Friends
4. Loophead
5. Midnight in Avilés
6. The Dingle Berries
7. Black River
8. Road to Barga
9. Two of a Kind
10. Glentrasna
11. Boy in the Boat

### 2007:The Story so Far....
1. Morning Nightcap
2. Eanaír
3. The Miller of Drohan
4. Leckan Mor
5. Killarney Boys Of Pleasure
6. The Floating Crowbar
7. Black River
8. Fest Noz
9. Feabhra
10. Punch
11. Casu
12. Aibreann
13. Cregg's Pipes
14. The Dimmers
15. The Dingle Berries
16. O'Carolans Welcome

### 2010:Lá Nua
1. Ryestraw
2. The Raven's Rock
3. Tro Breizh
4. Fruitmarket Reels
5. Doc Holliday's
6. Unapproved Road
7. Island Lake
8. Snowball
9. Pontevedra to Carcarosa
10. The Shore House

## Apuntes
- La banda se llama así por Lughnasadh, un festival céltico de la cosecha, y también porque así se dice agosto en gaélico.
- "The Kinnitty Sessions" fue considerado Mejor Álbum Tradicional por el Irish Music Magazine en 2005.
- En 2002 fueron galardonados con el Álbum Británico/Celta del Año por "The Merry Sisters of Fate" por la Asociación para la Música Independiente de EE. UU.
- Las once pistas de su primer álbum estaban dedicadas a once de los doce meses del año (en irlandés); omitieron el mes de agosto (Lúnasa, en gaélico).
- sé, el título del sexto álbum de Lúnasa, es la voz irlandesa para 'seis'.
- lúnasa.ie - página oficial.

- Datos: Q1509651
- Multimedia: Lúnasa / Q1509651